# Суслень
Суслень (рум. Susleni) — село в Оргіївському районі Молдови. Утворює окрему комуну.

## Населення
За даними перепису населення 2004 року у селі проживала 4661 особа.
Національний склад населення села:
| Національність       | Кількість осіб | Відсоток   |
| -------------------- | -------------- | ---------- |
| молдавани румуни     | 4486 127       | 96,2% 2,7% |
| росіяни              | 20             | 0,4%       |
| українці             | 17             | 0,4%       |
| гагаузи              | 1              | < 0,1%     |
| цигани               | 1              | < 0,1%     |
| інша / без відповіді | 9              | 0,2%       |
| Всього               | 4661           | 100%       |